# Silberhexafluorophosphat
Silberhexafluorophosphat ist eine anorganische chemische Verbindung aus der Gruppe der Hexafluorophosphate.

## Eigenschaften
Silberhexafluorophosphat ist ein lichtempfindlicher, hygroskopischer, weißer bis beiger Feststoff.

## Verwendung
Silberhexafluorophosphat wird in der organischen Chemie (als Katalysator) verwendet. Zum Beispiel bei der Entwicklung von Katalysatoren für die stereoselektive Addition von Alkoholen zu Alkinen.